# Turzismus
Unter Turzismus versteht man Entlehnungen (Fremdwörter und Lehnwörter) aus dem Türkischen. Ganz selten werden sie auch Turkismus genannt; diese Form des Begriffs ist vor allem in Skandinavien geläufig.

## Turzismen im Deutschen
Im Deutschen sind über 150 Wörter bekannt, die in neuen Lexika verzeichnet sind und entweder aus dem Türkischen stammen oder wenigstens über das Türkische ins Deutsche gelangt sind. Beispiele dafür sind Döner, Joghurt und einige andere Ausdrücke des kulinarischen Bereichs. Nur 39 Entlehnungen konnten allerdings danach datiert werden, in welchem Jahrhundert sie ins Deutsche gelangten.
Untersucht man die zeitliche Entwicklung der Aufnahme türkischer Wörter, so lässt sich zeigen, dass sie dem Piotrowski-Gesetz entspricht.